# Maija Åkerman-Tudeer
Maria (Maija) Åkerman-Tudeer, född 19 februari 1886 i Nachitjevan-na-Donu (numera en stadsdel i Rostov-na-Donu), död 25 september 1984, var en finländsk sångerska (mezzosopran) och författare. Hon ingick 1912 äktenskap med Lauri Tudeer (död 1955).
Åkerman, som var dotter till överingenjör, stabskapten Arnold Romillo Åkerman och Nadezjda (Nadja) Jurkevitj, blev student 1904 och studerade vid Helsingfors musikinstitut 1904–1907. Hon studerade sång i Paris 1907–1910, i Sankt Petersburg 1910–1911 och genomgick  Emmy Achtés operaklass 1911–1912. Hon höll egna konserter i Helsingfors och landsorten, medverkade som solist vid Inhemska operan och enskilda operaföretag (bland annat Martha i Faust och Nicklaus i Hoffmans äventyr). 